# Ron Olyslager
Ron Olyslager (Rheden, 1 april 1964) is een voormalige keeper in het betaalde voetbal en huidig (keepers)trainer. 
Op jonge leeftijd kwam Olyslager voor het eerst in actie in het betaalde voetbal. In het seizoen 1981/1982 debuteerde hij voor Vitesse. In twee seizoenen speelde hij slechts in twee wedstrijden voor het eerste elftal. Hij vertrok daarna naar de amateurs van Rheden.
Na vier seizoenen bij de amateurs keerde Olyslager bij De Graafschap terug in het betaalde voetbal. Olyslager was vanaf zijn komst eerste keeper bij de Doetinchemse club en behield die status, op één seizoen na, tot en met het eind van zijn carrière, in 2000. Hij speelde in totaal precies 400 officiële wedstrijden voor De Graafschap.
Olyslager stond in het doel toen Edwin van der Sar zijn enige doelpunt scoorde uit een penalty. Dit deed hij toen hij nog bij AFC Ajax speelde. De uitwedstrijd tegen De Graafschap eindigde 1-8.
Hij was in het amateurvoetbal trainer bij VV Rheden, SDOUC en FC Zutphen. Als keeperstrainer was Olyslager actief bij BV De Graafschap en het Saoedische Al Taewoon. Vanaf januari 2018 traint hij DVV Duiven.